# 起立した野獣へのモニュメント

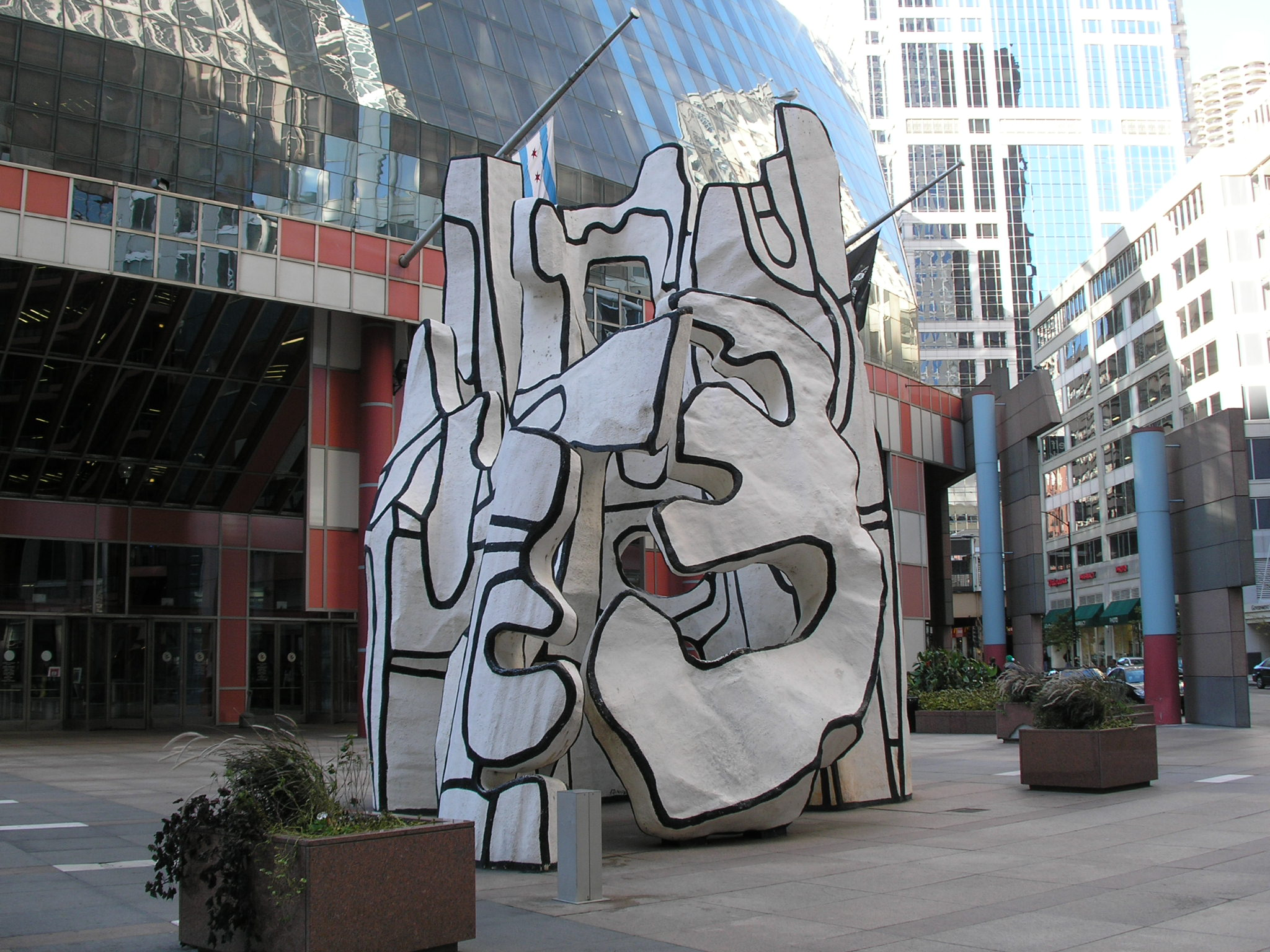
「起立した野獣へのモニュメント」

起立した野獣へのモニュメント（Monument With Standing Beast）は、アメリカ合衆国イリノイ州シカゴにあるジャン・デュビュッフェ作の彫像（パブリックアート）。シカゴダウンタウンのループ地域にあるジェームズ・R・トンプソン・センター（イリノイ州庁舎）正面に所在。高さ8.8m、重量約9トンの白いグラスファイバー製の作品。1984年11月28日公開。
デュビュッフェの米国にある3つの巨大彫像のうちの一つ。グラフィティ(落書き芸術)、カリカチュア(戯画)、ストリート・ランゲージを交えたアーバンスタイルを使って、4つの要素、すなわち、立ち上がった動物、木、玄関、建築物を並置している。
この彫像は、デュビュッフ自身が「ウルループ (l'Hourloupe, ルールループ)」と呼ぶ1960年代の絵画群をベースにしている。また、この彫像を含む一連の作品群は、デュビュッフの米国最初の作品であるニューヨークのワン・チェース・マンハッタン・プラザの巨大彫像における着想を反映している。
ジェームズ・R・トンプソン・センターに置かれたイリノイ州建築芸術プログラム19作品の一つ。同プログラムはイリノイ州資本開発委員会(Illinois Capital Development Board)の委託事業である。